# Kugyō
Kugyō (公卿?) es el término colectivo para designar al pequeño pero poderoso grupo de cortesanos que asistían directamente al Emperador de Japón en la época pre-Meiji. El kugyō se divide en dos grupos: el kō (公?), que comprende al Daijō Daijin (equivalente al actual primer ministro), al sadaijin y al udaijin; y el kei (卿?) que comprende al dainagon, al chūnagon, al sangi y a los miembros de la corte de tercer rango inferior (jusanmi) o superiores.
Luego de la Restauración Meiji, la clase noble fue simplificada a una clase aristocrática llamada kazoku donde se fusionó al kuge, la clase noble de la corte imperial de Kioto (y del cual el kugyō formaba parte), con los daimyo (señores feudales). Hacia 1870 se modernizó la estructura de la corte.
Con la derrota de Japón en la Segunda Guerra Mundial, se abolió el kazoku como parte de las reformas de posguerra. Los poderes asignados al emperador fueron transferidos al gobierno constitucional y los asuntos relativos al emperador y a la Familia Imperial de Japón corresponden actualmente a la Agencia de la Casa Imperial.